# Erck Rickmers
Erck Rickmers (Bremerhaven, 29 aprile 1964) è un imprenditore e politico tedesco, dell'SPD – Partito socialdemocratico. Dal 2011 al 2012 è stato membro del Parlamento della città stato di Amburgo.

## Biografia

### Istruzione e formazione
Erck Rickmers appartiene alla quinta generazione di una famiglia di imprenditori della Germania settentrionale, il cui capostipite Rickmer Clasen Rickmers fondò nel 1834 a Bremerhaven i cantieri navali Rickmers. Da allora la famiglia Rickmers opera ininterrottamente con imprese proprie nel settore della navigazione marittima, nel commercio e nell'industria.
Erck Rickmers è cresciuto dapprima a Bremerhaven e ha frequentato dopo il suo 14º anno di età il Collegio Stiftung Louisenlund nello Schleswig Holstein. Dopo la maturità e dopo il servizio nell'aeronautica militare tedesca ha concluso la formazione da perito per la navigazione marittima presso la compagnia armatoriale Ernst Russ, una società dalla grande tradizione di Amburgo.
Subito dopo Rickmers ha lavorato, tra l'altro, come sensale marittimo per Harper Peterson & Co. a Londra. Nel 1992 ha fondato ad Amburgo con altri tre partner la società di investimenti Nordcapital. Dalla fine del 1996 gestisce da solo il gruppo imprenditoriale. Nel 1998 ha fondato la compagnia armatoriale E.R.Schiffahrt, divenuta oggi leader a livello mondiale nell'ambito della gestione tecnica e commerciale di navi container e navi portarinfuse. Nel 2008 Rickmers ha riunito le sue partecipazioni nella capogruppo E.R.Capital Holding. Nel 2010 si è dimesso dalla carica nell'ambito della gestione attiva dell'impresa.
Nel 2016 Rickmers ha fondato la International Foundation for the Humanities and Tolerance. La fondazione di pubblica utilità intende creare una accademia internazionale per la ricerca, l'insegnamento e la competenza interdisciplinare nei campi della filosofia, religione, sociologia, psicologia, storia, economia e letteratura. L'obiettivo è fornire spunti di riflessione, impulsi e un orientamento nelle questioni impellenti di politica sociale.

### Politica
Rickmers è membro del partito socialdemocratico tedesco SPD. In occasione delle elezioni per il Parlamento regionale di Amburgo nel 2011 ha ottenuto il 13º posto nella lista dei candidati per il partito SPD. Ha ricevuto 11.089 voti diretti e infine ha fatto parte del Consiglio comunale di Amburgo.
Durante il suo periodo di deputato della dieta regionale è stato presidente del comitato per l'economia, l'innovazione e i media, membro della commissione di bilancio e della commissione per le imprese pubbliche. Ha fatto parte della direzione della corrente del partito SPD.

### Vita privata
Rickmers è divorziato da Cristina Sartori, originaria di Bergamo.